# エセキエル・トーバー
エセキエル・ヘスス・トーバー（Ezequiel Jesus Tovar, 英語発音: /ˈɛzɪˌkil toʊˈvɑr/; 2001年8月1日 - ）は、 ベネズエラのアラグア州マラカイ出身のプロ野球選手（遊撃手）。右投両打。MLBのコロラド・ロッキーズ所属。

## 経歴
2017年8月にアマチュア・フリーエージェントでコロラド・ロッキーズと契約してプロ入り。
2018年、傘下のルーキー級ドミニカン・サマーリーグ・ロッキーズでプロデビュー。35試合に出場して打率.262、12打点、16盗塁を記録した。
2019年はパイオニアリーグのルーキー級グランドジャンクション・ロッキーズとA-級ボイシ・ホークスでプレーし、2チーム合計で73試合に出場して打率.253、2本塁打、16打点、17盗塁を記録した。
2020年はCOVID-19の影響でマイナーリーグの試合が開催されなかったため、公式戦の出場は無かった。
2021年はA級フレズノ・グリズリーズとA+級スポケーン・インディアンスでプレーし、2チーム合計で104試合に出場して打率.287、15本塁打、72打点、24盗塁を記録した。オフにはアリゾナ・フォールリーグに参加し、ソルトリバー・ラフターズに所属した。11月19日にはルール・ファイブ・ドラフトでの流出を防ぐために40人枠入りした。
2022年、マイナーではAA級ハートフォード・ヤードゴーツとAAA級アルバカーキ・アイソトープスでプレーし、2チーム合計で71試合に出場して打率.319、14本塁打、49打点、17盗塁を記録した。9月23日にメジャー初昇格を果たし、メジャーデビューとなった同日のサンディエゴ・パドレス戦では「8番・遊撃手」で先発出場してメジャー初を含む2安打を放った。この年メジャーでは9試合に出場して打率.212、1本塁打、2打点を記録した。
2023年は遊撃手のレギュラーに定着し、153試合に出場して打率.253、15本塁打、73打点、11盗塁を記録した。
2024年3月26日に7年総額6350万ドルの契約を結んだ。この年はキャリア初のゴールドグラブ賞を受賞した。

## 選手としての特徴
球団組織内随一と言われる遊撃守備が売り物で、フットワークと送球面も及第点である。打撃では積極的に打ちに行くタイプなため、選球眼の向上が望まれている。

## 詳細情報

### 年度別打撃成績
| 年 度    | 球 団    | 試 合 | 打 席 | 打 数 | 得 点 | 安 打 | 二 塁 打 | 三 塁 打 | 本 塁 打 | 塁 打 | 打 点 | 盗 塁 | 盗 塁 死 | 犠 打 | 犠 飛 | 四 球 | 敬 遠 | 死 球 | 三 振 | 併 殺 打 | 打 率 | 出 塁 率 | 長 打 率 | O P S |
| -------- | -------- | ----- | ----- | ----- | ----- | ----- | -------- | -------- | -------- | ----- | ----- | ----- | -------- | ----- | ----- | ----- | ----- | ----- | ----- | -------- | ----- | -------- | -------- | ----- |
| 2022     | COL      | 9     | 35    | 33    | 2     | 7     | 1        | 0        | 1        | 11    | 2     | 0     | 0        | 0     | 0     | 2     | 0     | 0     | 9     | 0        | .212  | .257     | .333     | .590  |
| 2023     | COL      | 153   | 615   | 581   | 79    | 147   | 37       | 4        | 15       | 237   | 73    | 11    | 5        | 2     | 3     | 25    | 0     | 4     | 166   | 10       | .253  | .287     | .408     | .695  |
| 2024     | COL      | 157   | 695   | 655   | 83    | 176   | 45       | 4        | 26       | 307   | 78    | 6     | 5        | 5     | 7     | 23    | 1     | 4     | 200   | 16       | .269  | .295     | .469     | .763  |
| MLB：3年 | MLB：3年 | 319   | 1345  | 1269  | 164   | 330   | 83       | 8        | 42       | 555   | 153   | 17    | 10       | 7     | 10    | 50    | 1     | 8     | 375   | 26       | .260  | .290     | .437     | .728  |

- 2024年度シーズン終了時

### 年度別守備成績
| 年 度 | 球 団 | 遊撃（SS） | 遊撃（SS） | 遊撃（SS） | 遊撃（SS） | 遊撃（SS） | 遊撃（SS） |
| 年 度 | 球 団 | 試 合      | 刺 殺      | 補 殺      | 失 策      | 併 殺      | 守 備 率   |
| ----- | ----- | ---------- | ---------- | ---------- | ---------- | ---------- | ---------- |
| 2022  | COL   | 9          | 14         | 20         | 1          | 2          | .971       |
| 2023  | COL   | 153        | 179        | 392        | 7          | 95         | .988       |
| 2024  | COL   | 157        | 233        | 435        | 8          | 113        | .988       |
| MLB   | MLB   | 319        | 426        | 847        | 16         | 210        | .988       |

- 2024年度シーズン終了時
- 各年度の太字年はゴールドグラブ賞受賞

### 表彰
- ゴールドグラブ賞（遊撃手部門）：1回（2024年）

### 背番号
- 14（2022年 - ）